# Lynda Lee Mead
Lynda Lee Mead, née le 17 avril 1939 à Natchez, dans l'État du Mississippi aux États-Unis, est couronnée Miss Mississippi (en), en 1959, puis Miss America en 1960.

### Source de la traduction
- (en) Cet article est partiellement ou en totalité issu de l’article de Wikipédia en anglais intitulé « Lynda Lee Mead » (voir la liste des auteurs).